# Guillermo Vázquez
Guillermo Vázquez (1997) és un jugador d'escacs paraguaià que té el títol de Mestre Internacional des de 2015.
A la llista d'Elo de la FIDE d'agost de 2015, hi tenia un Elo de 2427 punts, cosa que en feia la jugadora número 4 (en actiu) i número 1 sub-18 del Paraguai. El seu màxim Elo va ser de 2438 punts, a la llista de maig de 2015.

## Resultats destacats en competició
Fou campió del Paraguai tres anys consecutius, el 2010, 2011 i 2012, el primer cop amb només 13 anys i batent el rècord que tenia fins aleshores el Gran Mestre Axel Bachmann com a jugador més jove de la història del Paraguai.
Fou campió del XXXI Festival Panamericà de la Joventut en la categoria Sub-14.
Dos anys seguits, 2011 i 2012, fou campió del Paraguai en la categoria Sub-16.
El 2015 fou campió del Spring Break UTB amb 6 punts de 9, compartint el liderat amb Holden Hernandez, sense haver perdut cap partida i essent el jugador amb menys Elo.

### Participació en olimpíades d'escacs
Guillermo Vázquez ha participat, representant el Paraguai, en tres Olimpíades d'escacs entre els anys 2010 i 2014, amb un resultat de (+12 =7 –9), per un 55,4% de la puntuació. El seu millor resultat el va fer a les Olimpíada del 2014 en puntuar 6 de 9 (+6 =0 -3), amb el 66,7% de la puntuació, amb una performance de 2539.